# فدریکو چاوز
فدریکو چاوز (انگلیسی: Federico Chávez؛ زادهٔ ۱۵ فوریه ۱۸۸۲ – درگذشتهٔ ۲۴ آوریل ۱۹۷۸) یک سیاست‌مدار و سرباز اهل پاراگوئه بود. وی از ۱۰ سپتامبر ۱۹۴۹ تا ۵ مه ۱۹۵۴ رئیس‌جمهور این کشور بود. فدریکو چاوز در ۲۴ آوریل ۱۹۷۸ در سن ۹۶ سالگی درگذشت.